# Bodoni
Pour les articles homonymes, voir Bodoni (homonymie).
Bodoni est une police de caractères néo-classique avec empattement filiforme conçue par Giambattista Bodoni en 1798.
Avec les polices de Pierre-Simon Fournier, et ensuite Didot de Firmin Didot et Baskerville de John Baskerville, elle fait partie des premières polices à s’éloigner du modèle calligraphique vers un modèle purement typographique.